# Charles Jervas
Charles Jervas, irski portretni slikar, prevajalec in zbiralec, * 1675, Irska, † 1739, London.
Najbolj je bil znan kot slikar, toda znan je tudi po najboljšem prevodu Don Kihota do tedaj, saj je pri prevajanju uporabil tudi besedilno kritiko predhodnih verzij. Prevod je izšel posmrtno leta 1742.